# Andreas Möller (fotbollsspelare)
Andreas "Andy" Möller, född 2 september 1967 i Frankfurt, är en tidigare tysk fotbollsspelare. Han var en av Tysklands bästa mittfältare under 1990-talet och en av nyckelspelarna när Tyskland vann EM 1996.

## Meriter
- Världsmästare: 1990
- Europamästare: 1996
- 85 A-landskamper
- Uefa Champions League: 1997
- Tysk mästare
- Tysk cupmästare